# Nicole Dubreuil
Nicole Dubreuil est une historienne de l'art québécoise.

## Biographie
Elle est professeure au Département d'histoire de l'art et d'études cinématographiques de l'Université de Montréal avec une spécialité en histoire, théorie et historiographie de l’art moderne.
À partir de l'an 2000 et pendant plus de dix ans, elle exerce la fonction de vice-doyenne à la Faculté des études supérieures et postdoctorales de l'Université de Montréal.
Ses projets de recherche portent sur la critique d’art, le modernisme et sur l’histoire de l’art, en France, dans la seconde moitié du XIXe siècle.
Elle est la première présidente de la société d’esthétique du Québec et la première femme présidente de l’Association d’art des Universités du Canada en 1987-88.
Pendant huit ans, elle agit à tire de représentante du Canada au Comité international d’histoire de l’art (CIHA).
Elle est une des éditeurs de la revue scientifique d’histoire de l’art.

## Formation
1976 : Doctorat, philosophie, Paris X, sous la direction de Mikel Dufrenne. Titre de la thèse : La fonction critique de l'art et le pop américain.

## Réalisations

### Publications (liste partielle)
Livres et catalogues
- Nicole Dubreuil-Blondin, Les histoires générales de l'art, Laval, 1991 (ISBN 2-920887-27-0)
- Nicole Dubreuil-Blondin, La fonction critique dans le pop art américain, Montréal, Presses de l'Université de Montréal, 1980.

Articles de revues
- « Le dispositif de l’icône dans la peinture américaine de l’après-Deuxième Guerre mondiale : Le cas Barnett Newman ». Théologiques, vol. 17, no 2 (2009) : 197-224. https://dx.doi.org/10.7202/044069ar
- « Quand c’est l’art que l’on dit malade ». ETC, no 9 (1991) : 20. http://id.erudit.org/iderudit/36389ac
- « Quand la forme s’en va… ». Vie des arts, vol. 31, no 123 (Juin–Été 1986) : 48–85. http://id.erudit.org/iderudit/54007ac
- « Autour d’un drapeau de Jasper Johns ». Vie des arts, vol. 20, no 81 (Hiver 1975–1976) : 51–53. http://id.erudit.org/iderudit/55052ac